# Evangelische Kirche Seligenstadt

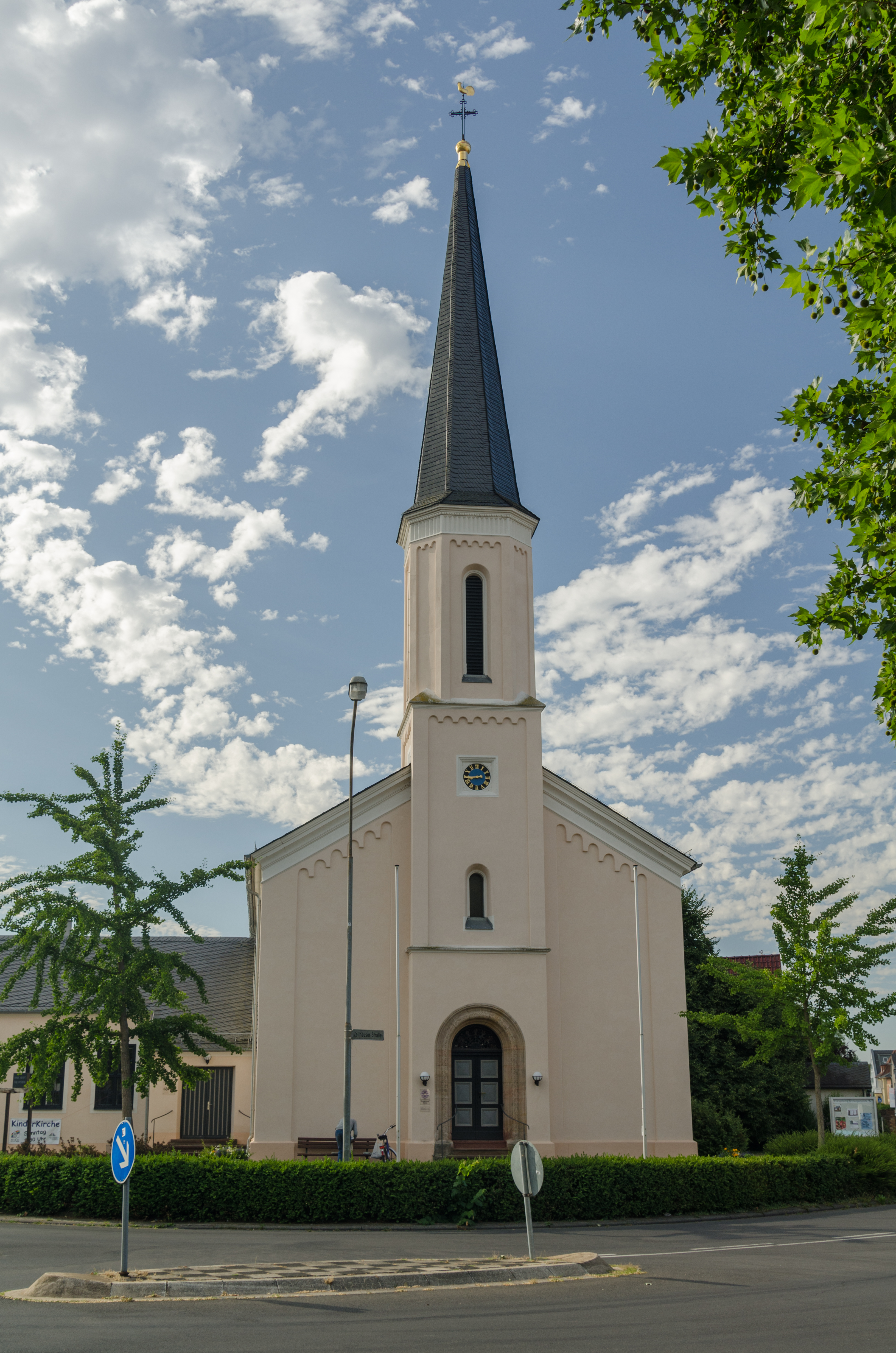
Die evangelische Kirche Seligenstadt, erbaut 1846–1847

Die evangelische Kirche Seligenstadt ist ein denkmalgeschütztes, in byzantinisch-romanischen Formen errichtetes Kirchengebäude in Seligenstadt, einer Stadt im südhessischen Landkreis Offenbach. Der Sakralbau wird von der „Evangelischen Kirchengemeinde Seligenstadt und Mainhausen“ genutzt, die zum Dekanat Dreieich-Rodgau der Evangelischen Kirche in Hessen und Nassau (EKHN) gehört. Im Volksmund wird die Kirche oft Gustav-Adolf-Kirche genannt, da dem schwedischen König Gustav Adolf während des Dreißigjährigen Krieges am Ort ihrer Errichtung die Stadtschlüssel Seligenstadts überreicht wurden. Zudem handelt sich bei dem Bauwerk um die erste Kirche in Deutschland, deren Bau maßgeblich vom Gustav-Adolf-Werk finanziert wurde.

## Geschichte
Im Jahr 1803 bildete sich im katholisch geprägten Seligenstadt durch den Zuzug von Finanzbeamten aus Darmstadt im Zuge der Säkularisierung die erste kleine evangelische Gemeinde. Diese wuchs in den folgenden Jahrzehnten weiter an und erlangte 1835 (bzw. 1839?) ihre Selbstständigkeit. Verbunden mit dieser Anerkennung war die Verpflichtung, einen angemessenen Raum zu finden, der als Betsaal hergerichtet werden kann. Die Seligenstädter Gemeinde entschied sich für einen Saal im Gasthaus „Zum Goldenen Faß“, in dem in den folgenden Jahren alle zwei Wochen Gottesdienst gefeiert wurde.
Am 15. Mai 1844 stellte die Stadt Seligenstadt der evangelischen Gemeinde Land zum Bau einer eigenen Kirche bereit. Das zur Verfügung gestellte Grundstück lag außerhalb der Stadtmauern am ehemaligen Obertor, einem für die örtliche evangelische Gemeinde bedeutsamen Ort. Laut Überlieferung konnte der schwedische König Gustav Adolf, der im Dreißigjährigen Krieg auf Seiten des Protestantismus kämpfte, genau hier am 25. November 1631 die Übergabe der Stadtschlüssel erzwingen, indem er im Gegenzug das Versprechen abgab, von einer Zerstörung Seligenstadts abzusehen.
Bereits ein Jahr später, am 19. Juni 1845, wurde der Entschluss zum Bau einer evangelischen Kirche in Seligenstadt gefasst. Dank finanzieller Unterstützung durch das Gustav-Adolf-Werk, aber auch anderer Spender wie der jüdischen Gemeinde in Seligenstadt, konnte schon bald mit dem Kirchenbau begonnen werden, der nach Plänen des Kreisbaumeisters Karl Eickemeier aus Offenbach ausgeführt werden sollte. Nachdem am 6. Mai 1846 der Grundstein gelegt worden war, konnte die neue Kirche am 23. September des Folgejahres eingeweiht werden.
1958 wurde der Chorraum der Kirche um eine Apsis vergrößert, bevor 1964 die Erweiterung des Gebäudes um einen Anbau folgte, der Sakristei und Gemeindesaal beherbergt. Eine umfangreiche Außensanierung wurde von 1977 bis 1978 vorgenommen, eine weniger umfangreiche Innensanierung 1990.

## Baubeschreibung
Die evangelische Kirche Seligenstadt liegt südöstlich der Seligenstädter Altstadt nahe dem alten Friedhof. Der im byzantinischen Stil in romanisierenden Formen errichtete Sakralbau gliedert sich in ein Langhaus im Südosten und einen eingestellten Frontturm im Nordwesten, der vor allem durch seinen oktogonalen Spitzhelm besticht. Das Langhaus misst 24 Meter Länge und 14 Meter Breite, der Kirchturm ist 37 Meter hoch. Im Osten schließt ein kleinerer Anbau, der Gemeindesaal und Sakristei beherbergt, an das Langhaus an.

## Ausstattung

### Innenraum

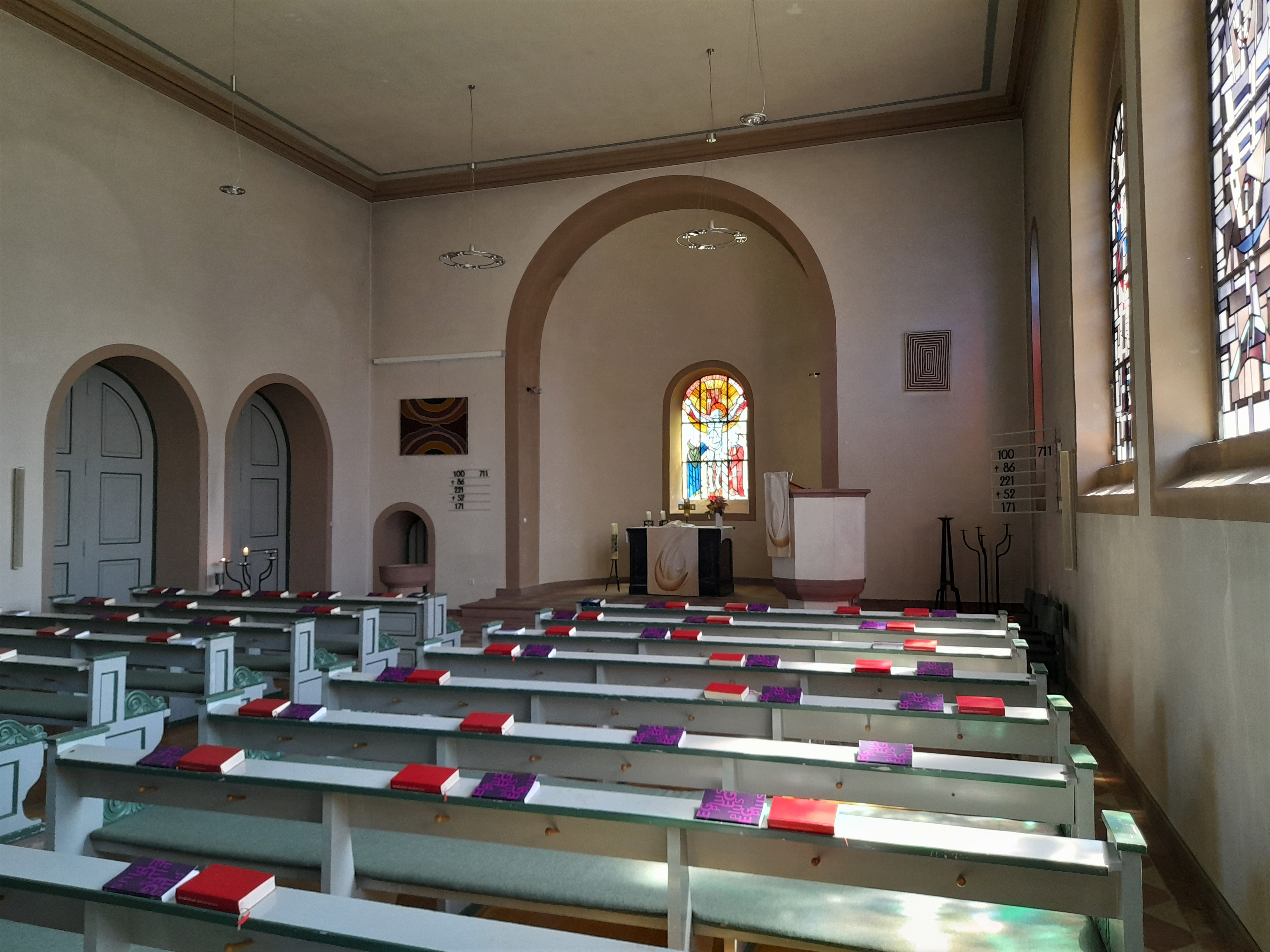
Innenraumansicht der Kirche mit Blick auf den Altar

Ein Rundbogenportal im Nordwesten führt unter einem Rosettenfenster aus der Erbauungszeit der Kirche über einen kleinen Zwischenraum ins Innere des Langhauses. Ein Mittelgang, der von Nordwesten direkt auf den leicht erhöhten Chorraum im Südosten zuführt, teilt den Kirchenraum in zwei Bankblöcke. Die gekuppelten Fenster des Langhauses, welche 1964 vom Miltenberger Maler Heinz Hindorf gestaltet wurden, sorgen zu beiden Seiten für Lichteinfall. Bilder australischer Aborigines, die Mustern von Elementen des christlichen Glaubens ähneln, zieren die Chorwand sowie die nordöstliche Wand.
Der Chorraum wird dominiert vom Altartisch in dessen Zentrum. Er wurde aus „nassauischem Marmor“ gefertigt und der Seligenstädter Gemeinde über das Gustav-Adolf-Werk von der Londoner St.-Georgs-Gemeinde geschenkt. Noch heute zeugen Grußworte, die auf der Rückseite des Altars eingelassen wurden, von diesem Geschenk: „Die St.-Georgs-Gemeinde zu London weiht ihren Brüdern in Christo zu Seligenstadt a.M. zur Stätte der Anbetung diesen Altar.“
Gesäumt wird der Altar von einer Kanzel zu seiner Rechten und einem Taufstein, in den das Christuszeichen „A☧Ω“ eingemeißelt ist, zu seiner Linken. In die Apsis hinter dem Altar, welche den Chorraum nach außen abschließt, ist ein Buntglasfenster aus den 1950er-Jahren eingelassen. Es thematisiert das zentrale Element des christlichen Glaubens, den Kreuzestod Jesu.
Seit der Innenrenovierung 1990 ziert ein von Jakobus Klonk aus Wetter geschaffenes Fenster die Kirche, das auf einem Entwurf von Schülern der Seligenstädter Matthias-Grünewald-Schule basiert. Es ist rechts der Kanzel verortet und greift die Geschichte von der Stillung des Sturms (Mt 8,23–27) auf. Zu sehen ist eine Woge aus grauen und braunen Linien, die von unten kommend nach einem schmalen Kreuz im Zentrum des Fensters greift. Alles ist durchschnitten von blauen Wellen, die nahe dem Kreuz Ruhe, weiter davon entfernt jedoch Unruhe vermitteln.

### Orgel

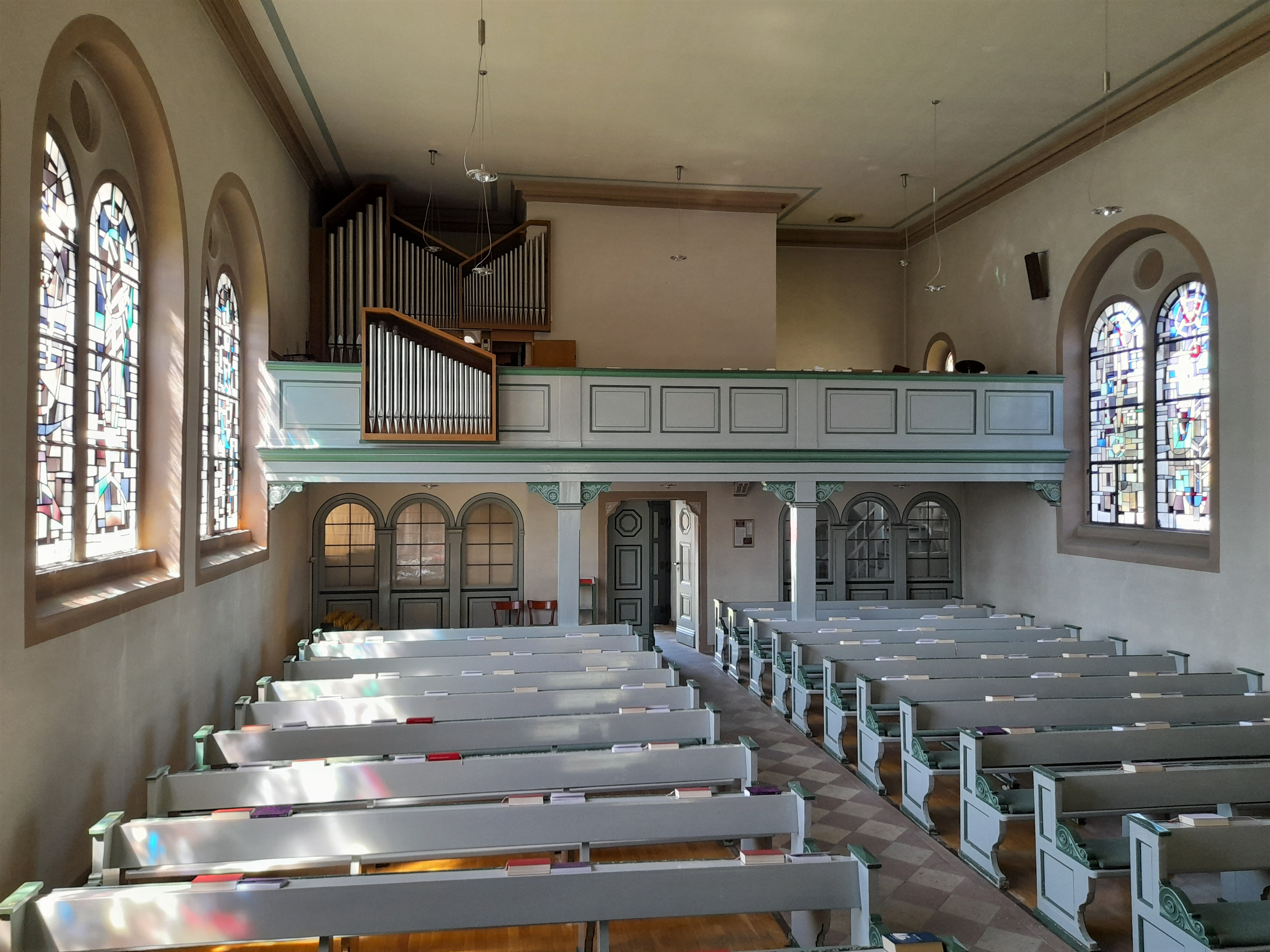
Innenraumansicht der Kirche mit Blick auf die Orgelempore

Die Orgel der evangelischen Kirche in Seligenstadt wurde 1964 von der Orgelbaufirma Walcker erbaut (Opus: 4459). Das Instrument verfügt über 13 Register auf zwei Manualen und Pedal.
| I Rückpositiv C–g3 |             |       |
| 1.                 | Quintade    | 8′    |
| 2.                 | Koppelflöte | 4′    |
| 3.                 | Prinzipal   | 2′    |
| 4.                 | Sifflöte    | 1 ⁄3′ |
| 5.                 | Krummhorn   | 8′    |
|                    | Tremulant   |       |

| II Hauptwerk C–g3 |            |    |
| 6.                | Prinzipal  | 8′ |
| 7.                | Rohrflöte  | 8′ |
| 8.                | Spitzflöte | 4′ |
| 9.                | Waldflöte  | 2′ |
| 10.               | Mixtur     | 4f |

| Pedal C–f1 |              |     |
| 11.        | Subbaß       | 16′ |
| 12.        | Spitzgedackt | 8′  |
| 13.        | Rohrgedackt  | 4′  |

- Koppeln: II/I, I/P, II/P

### Glocken
Das heutige Geläut der Kirche setzt sich aus den im Folgenden aufgelisteten vier Glocken zusammen. Sie sind in einem Stahlglockenstuhl aufgehängt und auf zwei Stockwerke verteilt.
| Position im Glockenstuhl | Material | Inschrift                                              | Verzierung                 | Durchmesser | Höhe  | Gewicht | Glockengießerei       | Gussjahr | Ton    |
| ------------------------ | -------- | ------------------------------------------------------ | -------------------------- | ----------- | ----- | ------- | --------------------- | -------- | ------ |
| Links oben               | Bronze   | „Friedrich Otto in Darmstadt 1810“                     | Blumenfries über Inschrift | 75 cm       | 67 cm | ?       | Friedrich Otto        | 1810     | h′-1   |
| Rechts oben              | Bronze   | „Gegossen durch PH.H. Bach zu Windecken im Jahre 1847“ | Blumenfries über Inschrift | 56 cm       | 51 cm | 110 kg  | Philipp Heinrich Bach | 1847     | f″     |
| Links unten              | Bronze   | „Gott ist Liebe“                                       | keine                      | 91 cm       | 87 cm | 410 kg  | Rincker               | 1964     | a′ – 2 |
| Rechts unten             | Bronze   | „Gott ist treu“                                        | keine                      | 68 cm       | 66 cm | 184 kg  | Rincker               | 1964     | d″ - 2 |